# Duša
Dúša je »skupek vseh psihičnih procesov; pomemben pojem v filozofiji in psihologiji, eden od centralnih v različnih verah. Predstava o duši kot nematerialnem, vendar bistvenemu delu človeka je nastala v davnini. Problem duše so obravnavali z različnih filozofskih stališč: substancialistične, dinamične teorije, teorije identitete duše in telesa, teorije aktualizma – njim nasprotne so teorije, ki negirajo obstoj duše v kakršnikoli obliki«.
Z razvojem znanosti in objektivizacijo psihologije je koncept duše večinoma zapadel v nemilost kot odvečna metafizika (npr. pri behavioristih).

Duša je duhovna bit človeka. Človek ima vest, da z njo plemeniti svojo dušo. Plemenitost človeka je odvisna od plemenitosti njegove duhovne biti. V življenjski praksi poznamo razlikovanje med mlado in staro dušo človeka, ki  označujeta duhovne lastnosti človeka. Tudi sorodna duša, s katero označujemo človeka, s katerim se v odnosih odlično ujamemo, je dokaz teh dejstev.

## Različna razumevanja
- Starogrško razumevanje duše
- Krščansko razumevanje duše